# Agalinis fasciculata
Agalinis fasciculata är en snyltrotsväxtart som först beskrevs av Ell., och fick sitt nu gällande namn av Constantine Samuel Rafinesque. Agalinis fasciculata ingår i släktet Agalinis och familjen snyltrotsväxter. Inga underarter finns listade i Catalogue of Life.

## Bildgalleri

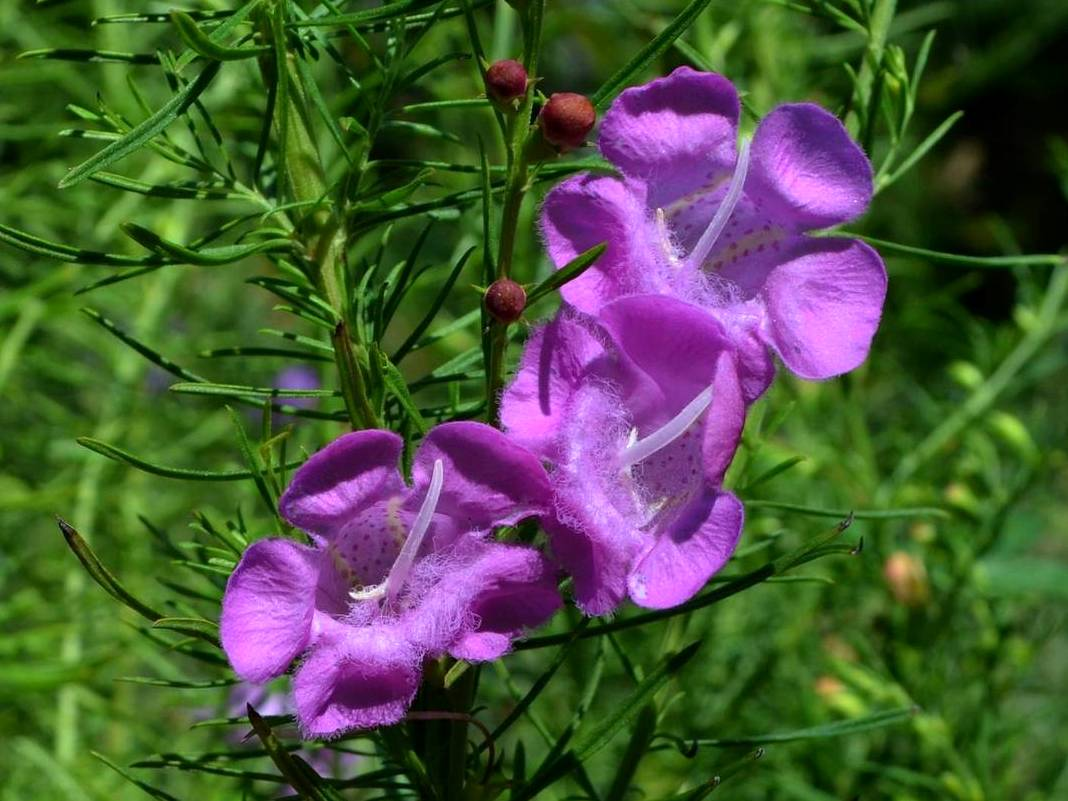
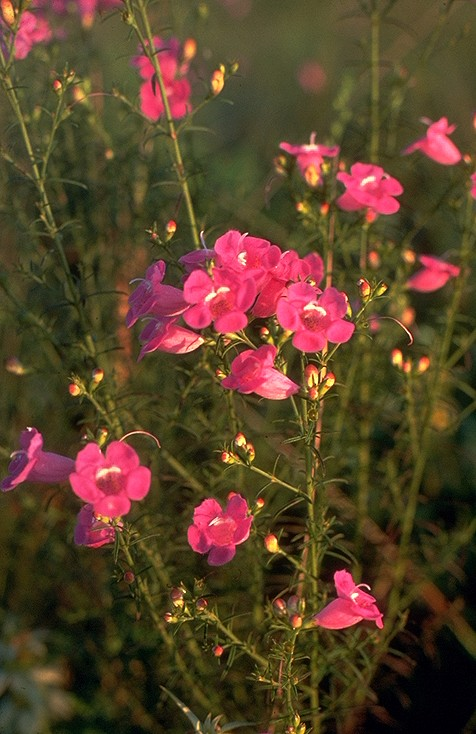
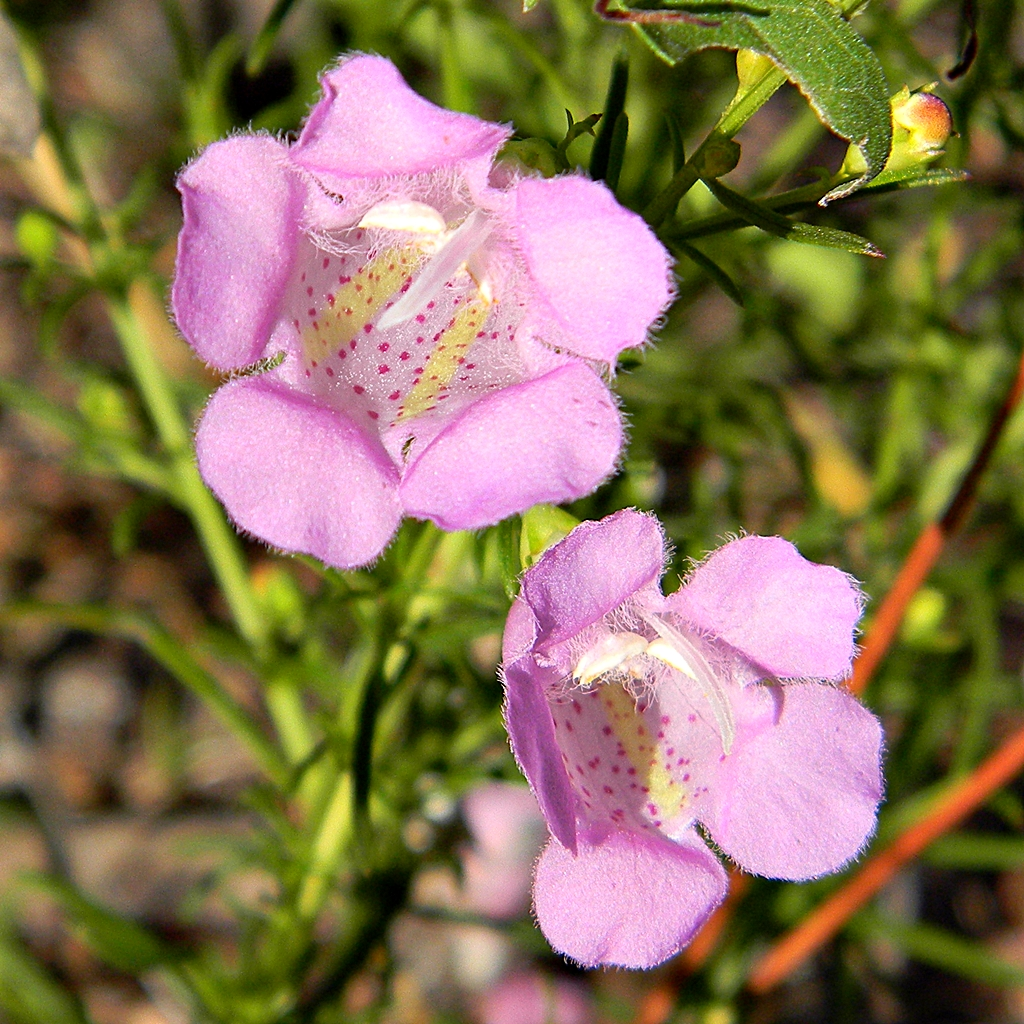
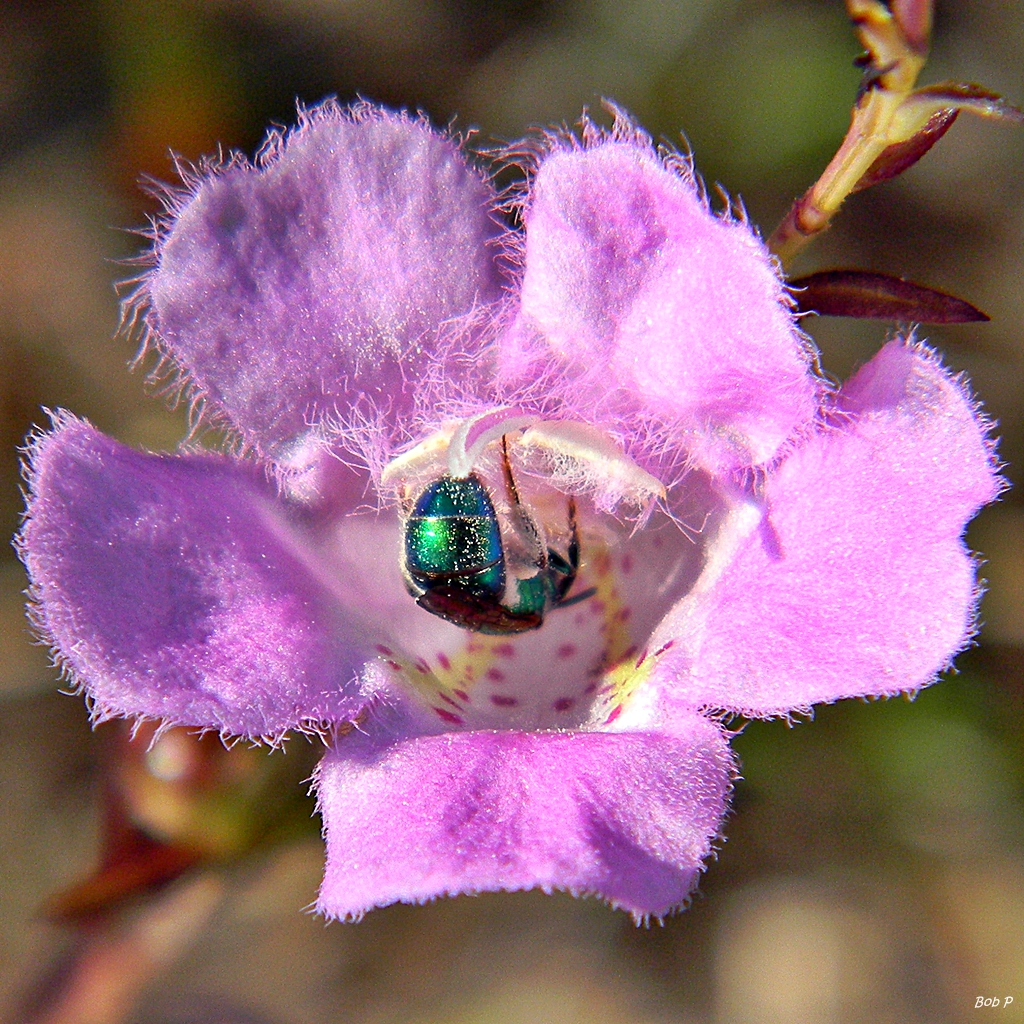